# Mur-de-Barrez
Mur-de-Barrez település Franciaországban, Aveyron megyében. Lakosainak száma 685 fő (2022. január 1.). Mur-de-Barrez Brommat, Taussac, Thérondels, Pailherols és Raulhac községekkel határos.

## Népesség
A település népességének változása:
| Lakosok száma | 1280 | 1235 | 1109 | 822  | 791  | 785  | 759  | 701  | 696  | 685  |
|               | 1968 | 1982 | 1990 | 2006 | 2013 | 2015 | 2017 | 2019 | 2020 | 2022 |